# Fujiko (actrice)
Pour les articles homonymes, voir Fujiko.
 (juillet 2025).
Si vous disposez d'ouvrages ou d'articles de référence ou si vous connaissez des sites web de qualité traitant du thème abordé ici, merci de compléter l'article en donnant les références utiles à sa vérifiabilité et en les liant à la section « Notes et références ».
Fujiko (不二子), née Reiko Matsuo (松尾 玲子, Matsuo reiko) le 5 mars 1980 à Imari, est un mannequin et une actrice japonaise.
Elle se produit parfois sous le nom de Reo Matsuo.

## Filmographie
- 2000 : Densetsu no kyôshi (TV)
- 2000 : MPD Psycho (Tajuu jinkaku tantei saiko : Amamiya Kazuhiko no kikan) (TV) : Mami Sasayama / la femme de Tooru
- 2001 : Hotoke : Moe
- 2001 : Visitor Q (Bijitâ Q) : Miki Yamazaki
- 2002 : Ai nante iranê yo, natsu (TV) : Ito Kaede
- 2002 : Firamento : Ringo
- 2004 : OLDK.
- 2004 : Fantasma: Noroi no yakata (TV) : Asami Hayashi
- 2004 : Warau Iemon (comme Reo Matsuo) : Oume
- 2005 : Kimyô na sâkasu
- 2005 : Hada no sukima : Sunako
- 2005 : Hana to hebi 2: Pari/Shizuko : Sayoko Ikegami
- 2006 : Kikyû kurabu, sonogo
- 2006 : Eye-Smarting Smoke
- 2006 : Manji : Mitsuko
- 2006 : Tôkyô Daigaku monogatari : Maki Koizumi
- 2007 : Ekusute : Biyôshitsu no Kyaku
- 2009 : Kansen rettô
- 2010 : Tokumei joshi-ana: Namino Yōko - Love Is Over
- 2012 : Nanashi no jûjika
- 2015 : Akai tama
- 2016 : AntiPorno
- 2018 : Namae no nai Onnatachi: Usotsuki Onna